# RPG (SEKAI NO OWARIの曲)
「RPG」（アールピージー）は、日本のバンド・SEKAI NO OWARIのメジャー4作目、通算6作目のシングル。

## 概要
前作「眠り姫」から、約1年ぶりのシングル。
表題曲はアニメ映画『クレヨンしんちゃん バカうまっ!B級グルメサバイバル!!』の主題歌に使用された。映画主題歌およびアニメ主題歌は自身初となる。また、発売から6年後の2019年に有村架純が出演する東芝『「扉を開け」篇』のCMソングに使用された。
カップリング曲はテレビ朝日系『お願い!ランキング』2013年5月度のエンディングテーマに使用された。初めてカップリング曲にもタイアップが付いた。
ジャケットが異なる初回限定盤Aと初回限定盤B、通常盤の3形態で発売された。初回限定盤Aには特典として2013年1月14日に大阪城ホールで行われた『SEKAI NO OWARI ARENA TOUR 2013「ENTERTAINMENT」』から「スターライトパレード」「虹色の戦争」「天使と悪魔」「不死鳥」「生物学的幻想曲」「illusion」「世界平和」「Love the warz」「幻の命」「眠り姫」「深い森」のライブ音源を収録したCDが、初回限定盤Bには特典として2013年2月23日に国立代々木競技場・第一体育館で行われた同ツアーより表題曲のライブ映像と、カップリング曲のメイキング映像を収録したDVDが同梱された。また、前作に引き続き通常盤の初回生産分には謎のDVDが当たるスクラッチカードが封入された。
初回限定盤Bのジャケットは、『クレヨンしんちゃん』に登場する主人公・野原しんのすけと、その友人たちからなるかすかべ防衛隊がメンバーに扮したイラストが取り入れられている。
今作のCDケースの中にはURLが記載されており、読み込むと当時未発表曲であった「broken bone」がダウンロードできる隠し特典がある。
オリコンチャート初登場2位を獲得。自身初のトップ3入りを果たし、初の累計売り上げ10万枚超えを記録した。また、初のオリコン年間チャートにもランクインした。
発売から3年後の2016年には表題曲のミュージック・ビデオがYouTubeでの再生回数1億回を突破する快挙を成し遂げた。
2021年5月に『お願い!ランキング』にて行われた好きな歴代クレヨンしんちゃんの主題歌をファンが投票する企画「みんなのアニソンベスト15　クレヨンしんちゃん編」にて4位を獲得した。
収録曲『RPG』は、サウンド面の転機となっている。本曲は映画『クレヨンしんちゃん』のタイアップであったため、子供たちに受け入れてもらえるように、DTMを使ってシンフォニックなアレンジに挑戦したり、ミュージックビデオではダンスを披露したりした。この頃から、レコーディングを学校やホールで行ったり、踏切・心臓・水泡など様々な音をサウンドに取り入れる手法を確立し、後のファンタジックな楽曲（スノーマジックファンタジー・炎と森のカーニバルなど）に繋がった。

## 収録曲
1. RPG [4:47]
作詞：Fukase、Saori
作曲：Fukase
編曲：SEKAI NO OWARI、CHRYSANTHEMUM BRIDGE
初の共作詞で、仲間や絆、冒険をテーマに制作された楽曲。2011年の夏にSaoriがバンドに対する不満から憤慨し家出したことがきっかけで完成した。サビの歌詞をSaoriが、その他の歌詞とメロディをFukaseが書いている。制作当初、楽曲のタイトルは「僕らを乗せて地球は回る」であった[7]。サウンドはマーチを意識しており、ドラムセットではなく大太鼓、クラッシュシンバルではなくハンドシンバルが使用されている[8]。
ミュージック・ビデオは田向潤が監督を務め、動物に扮した子供たちに導かれるようにメンバーが集まり、革命を起こすというストーリーをファンタジックに描いた内容になっている[9]。
2. アースチャイルド [4:24]
作詞：Saori
作曲：Nakajin
編曲：SEKAI NO OWARI、CHRYSANTHEMUM BRIDGE
3. スターライトパレード -CAN'T SLEEP FANTASY NIGHT Version- [5:49]
作詞：Fukase
作曲：Nakajin
編曲：CHRYSANTHEMUM BRIDGE、SEKAI NO OWARI

## 参加ミュージシャン
SEKAI NO OWARI
- Nakajin：Leader & Sound Produce & Guitar
- Fukase：Conceptor & Vocal
- Saori：Show Produce & Piano
- DJ LOVE：Sound Selector & DJ

Additional Musician
- 高添香織：Sound Effect (#2)

## タイアップ
- 東宝配給映画『クレヨンしんちゃん バカうまっ!B級グルメサバイバル!!』主題歌 (#1)
- 東芝『「扉を開け」篇』CMソング (#1)
- TBS『アイ・アム・冒険少年』テーマソング（#1）
- テレビ朝日『お願い!ランキング』2013年5月度エンディングテーマ (#2)
- 東宝配給映画『今日、恋をはじめます』主題歌 (#3)

## 収録アルバム
- Tree (#1,2)
- 「今日、恋をはじめます」オフィシャルアルバム (#3)

## カバー
RPG
- 堀江美都子 - 2020年、『One Voice』[10]